# Swiss-Prot
Swiss-Prot is een databank voor het opzoeken van informatie over eiwitten. Swiss-Prot ontstond in 1986 als een samenwerkingsproject tussen het Zwitsers Bioinformatica Instituut en het Europese Bioinformatica Instituut met als doel een eiwit-databank aan te bieden van zeer hoge kwaliteit. Deze kwaliteit werd bereikt door enkel eiwit-informatie toe te voegen dat werd bevestigd en goedgekeurd door aangestelde experts (ook wel curators genoemd).
In 2002 werd Swiss-Prot een onderdeel van het grotere UniProt KnowledgeBase (UniProtKB), opgericht door het UniProt Consortium. Dit consortium was een samenwerking tussen het Europese EBI en het Amerikaanse National Institutes of Health om alle beschikbare eiwit-informatie te combineren tot één groot geheel. De databanken die hiervoor geschikt waren zijn Swiss-Prot, TrEMBL, Protein Information Resource (PIR) en Protein Data Bank (PDB).
Versie 2011_08 (27 juli, 2011) van Swiss-Prot bevat in totaal 531.473 eiwit-entries, waarvan er 20.244 uniek zijn voor de mens.

## Overige Benamingen
- UniProtKB/Swiss-Prot